# 剑桥大学彭布罗克学院
剑桥大学彭布罗克学院（英語：Pembroke College, University of Cambridge) 是剑桥大学的一个学院。学院拥有超过600名学生和院士，是剑桥大学历史上第三所学院。该学院是剑桥大学规模最大的学院之一，其建筑几乎涵盖了自学院建成以来的每一个世纪，并拥有广阔的花园。学院现任院长是芬斯伯里的克里斯·史密斯男爵（Chris Smith, Baron Smith of Finsbury）。
彭布罗克学院的学术表现在所有剑桥学院中名列前茅；在2013年、2014年、2016年及2018年的汤普金斯排行榜（Tompkins Table）中，彭布罗克学院均位列第二。学院内拥有由克里斯托弗·雷恩爵士（Sir Christopher Wren）设计的第一座礼拜堂，并且是剑桥大学仅有六所培养过英国首相的学院之一。学院图书馆配有一座维多利亚时期新哥特式风格的钟楼，并藏有第一部包含印刷插图的百科全书的原始版本。

## 以剑桥大学彭布罗克学院命名的机构
1. 布朗大学的彭布罗克学院（Pembroke College in Brown University）
  - 位于美国罗德岛州普罗维登斯市。
  - 其前身是布朗大学下属的女子学院，名称来源于女子学院主楼彭布罗克堂（Pembroke Hall）。
  - 该建筑为纪念剑桥大学彭布罗克学院校友、罗德岛联合创始人罗杰·威廉姆斯（Roger Williams） 而命名。

该学院同时也和美国普林斯顿大学，加州大学等关系密切。

## 外部連結
- Pembroke College website （页面存档备份，存于）

1. ↑  gps.princeton.edu https://gps.princeton.edu/_portal/tds-program-brochure?programid=10296.   [2025-06-06]. 缺少或|title=为空 (帮助)